# Die Happy
Die Happy ist eine deutsche Band aus Ulm. Der englische Name („Stirb glücklich“) ist eine Slang-Variante von Hals- und Beinbruch.

## Geschichte

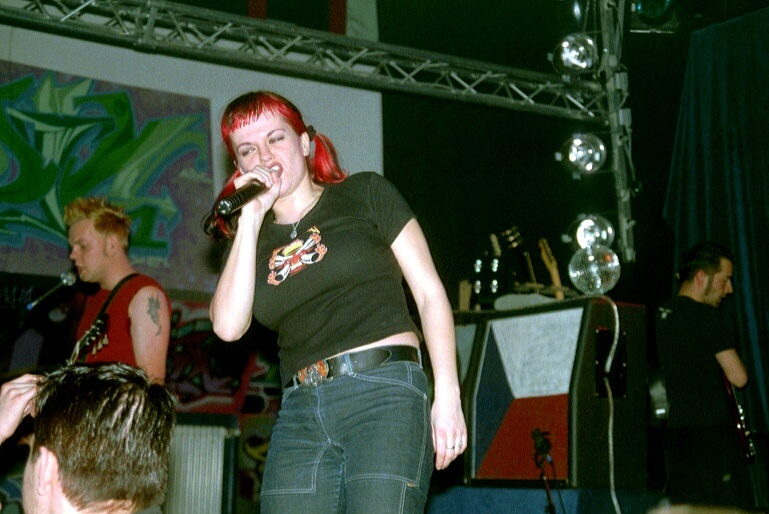
Die Happy bei einem Auftritt in Lingen 2001
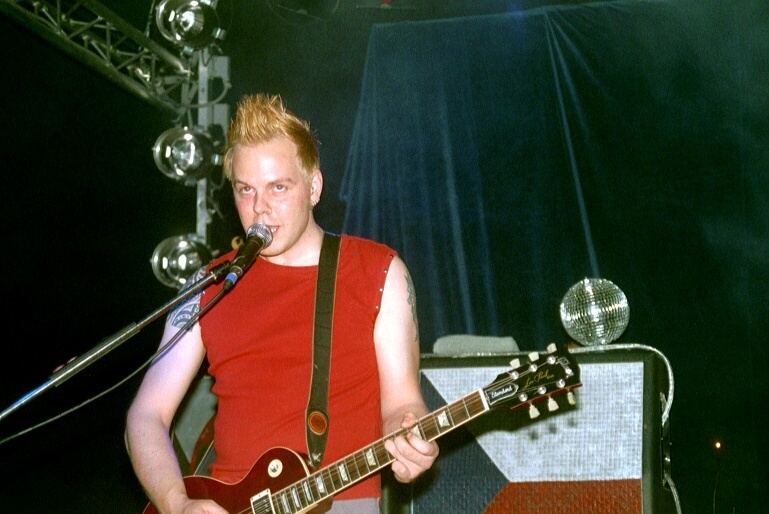
Gitarrist Thorsten Mewes bei einem Auftritt in Lingen 2001
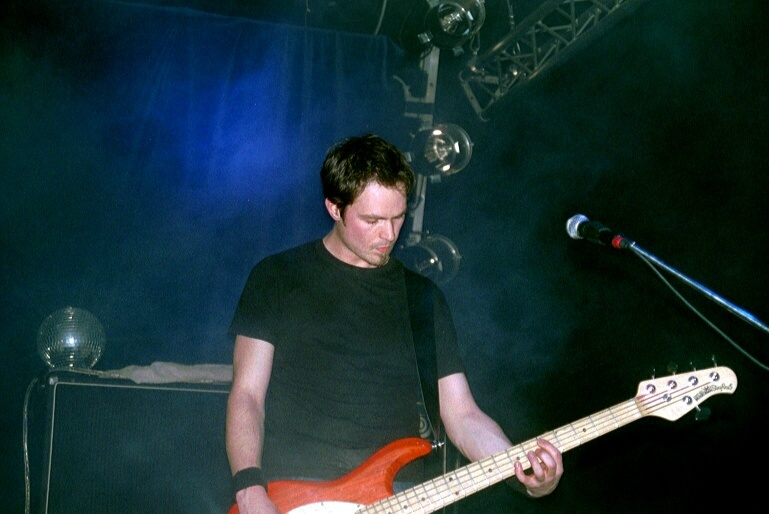
Bassist Ralph Rieker bei einem Auftritt in Lingen 2001

Gegründet wurde die Band Ende 1993 von dem Gitarristen Thorsten Mewes, dem Bassisten Julian Rosenthal, dem Schlagzeuger Marcus Heinzmann und der Sängerin Marta Jandová. Mewes und Heinzmann kannten sich aus einer Band, welche sich kurz zuvor aufgelöst hatte. Im Laufe der Zeit stießen sie auf Julian und Marta, die erst wenige Tage zuvor aus Tschechien eingewandert war.
Die Happy war 1998 eine der ersten Bands, die beim Bandpool von der Vorgängereinrichtung der heutigen Popakademie unterstützt wurden. Im selben Jahr gewann Die Happy den Nachwuchswettbewerb „Baden-Württemberg rockt“.
Einen großen Karriereschub erfuhr die Band im Jahr 2001 mit ihrer Single Supersonic Speed vom gleichnamigen Album, die es in die Top 50 der deutschen Singlecharts schaffte. Seitdem konnten sich Die Happy durch die regelmäßige Veröffentlichung von Musik-Alben und zahlreiche Konzerte eine breite Fanbasis aufbauen. Die veröffentlichten Tonträger haben unterschiedliche Charterfolge zu verbuchen, zumindest die Studioalben ab Supersonic Speed konnten sich alle in den deutschen Album Top 100 platzieren. 

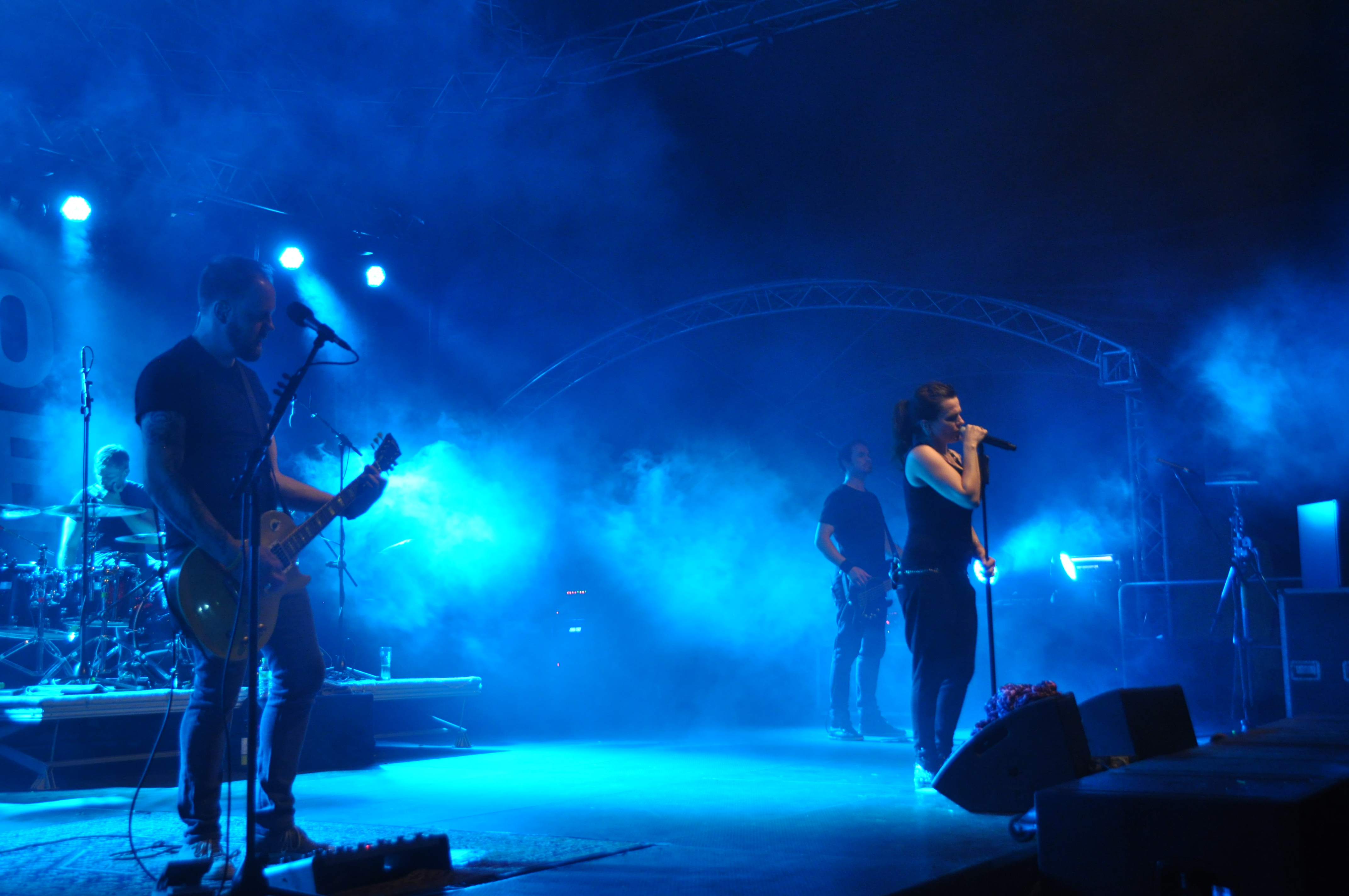
Die Happy beim Blacksheep-Festival 2014

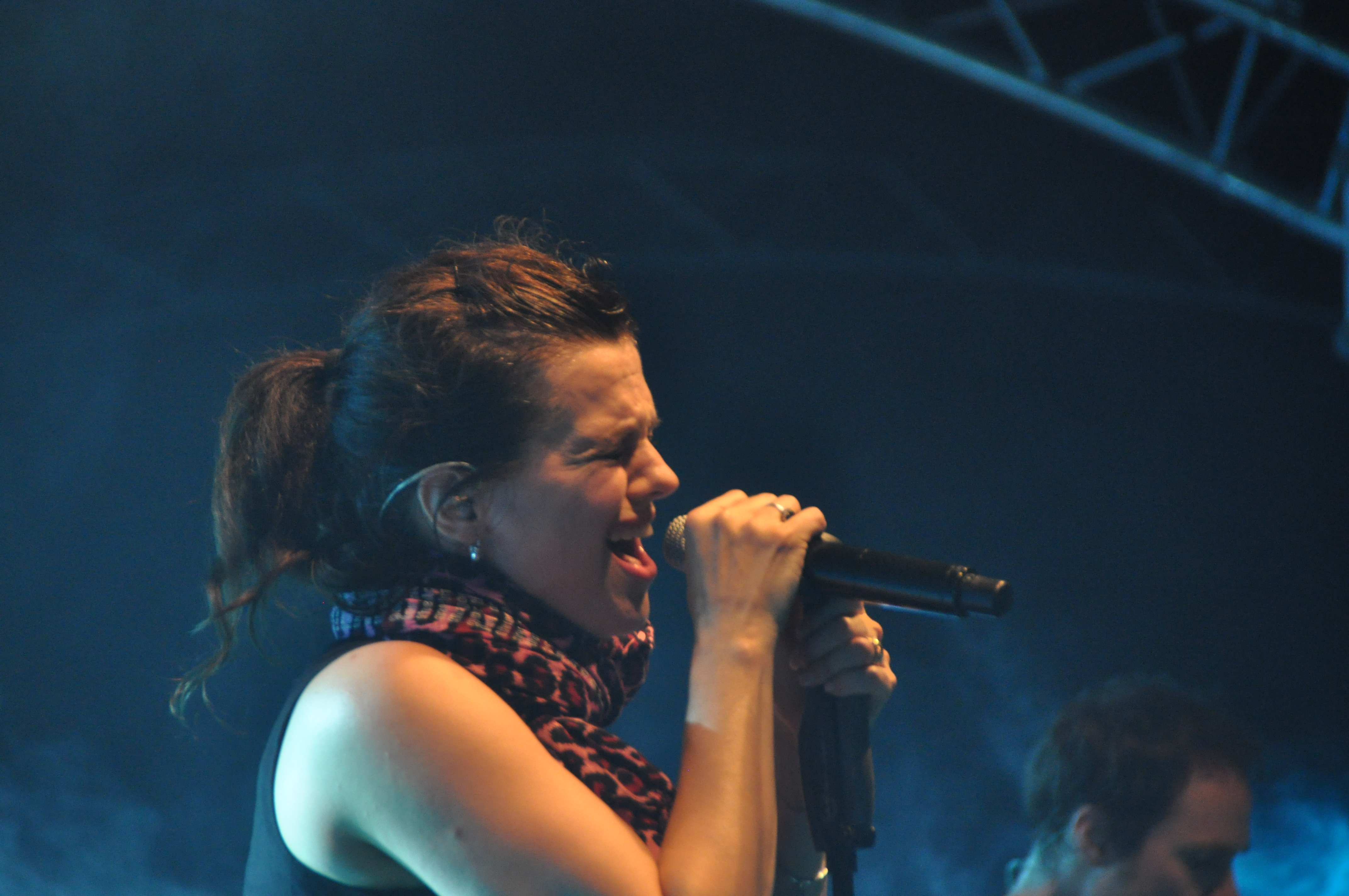
Marta Jandová beim Blacksheep-Festival 2014

Mit ihrem Album Four & More Unplugged, welches am 11. November 2005 erschienen ist, hat sich Die Happy den Traum erfüllt, viele der rockigen Songs als Akustikversionen aufzunehmen. Neben den Rockshows absolvierte die Band wiederholt auch Touren mit Akustik-Shows.
Als Marta bekannt gab, 2010 in der Castingshow Popstars als Juror vertreten zu sein, löste dieses Engagement heftige Proteste unter den Fans aus. Die Band gab daraufhin das Statement ab, dass Martas Arbeit im Fernsehen nichts mit Die Happy zu tun habe und die Musik dadurch nicht leiden würde.
Die Happy absolvierten am 11. Februar 2012 im Roxy in Ulm ihr 1000. Konzert.

## Diskografie

### Studioalben
| Jahr | Titel                           | Höchstplatzierung, Gesamtwochen, AuszeichnungChartplatzierungen (Jahr, Titel, Platzierungen, Wochen, Auszeichnungen, Anmerkungen) | Höchstplatzierung, Gesamtwochen, AuszeichnungChartplatzierungen (Jahr, Titel, Platzierungen, Wochen, Auszeichnungen, Anmerkungen) | Höchstplatzierung, Gesamtwochen, AuszeichnungChartplatzierungen (Jahr, Titel, Platzierungen, Wochen, Auszeichnungen, Anmerkungen) | Anmerkungen                              |
| Jahr | Titel                           | DE | AT | CH | Anmerkungen                              |
| ---- | ------------------------------- | --- | --- | --- | ---------------------------------------- |
| 1994 | Better Than Nothing             | — | — | — | Eigenproduktion                          |
| 1996 | Dirty Flowers                   | — | — | — | Eigenproduktion                          |
| 1997 | Promotion                       | — | — | — | Eigenproduktion                          |
| 2001 | Supersonic Speed                | DE43 (7 Wo.)DE | — | — | Erstveröffentlichung: 19. Februar 2001   |
| 2002 | Beautiful Morning               | DE15 (8 Wo.)DE | AT51 (6 Wo.)AT | — | Erstveröffentlichung: 15. April 2002     |
| 2003 | The Weight of the Circumstances | DE6 (10 Wo.)DE | AT16 (6 Wo.)AT | CH53 (4 Wo.)CH | Erstveröffentlichung: 25. August 2003    |
| 2005 | Bitter to Better                | DE9 (5 Wo.)DE | AT40 (3 Wo.)AT | CH51 (3 Wo.)CH | Erstveröffentlichung: 12. September 2005 |
| 2006 | No Nuts No Glory                | DE28 (2 Wo.)DE | — | — | Erstveröffentlichung: 13. November 2006  |
| 2008 | VI                              | DE13 (3 Wo.)DE | AT74 (1 Wo.)AT | — | Erstveröffentlichung: 5. Mai 2008        |
| 2010 | Red Box                         | DE30 (2 Wo.)DE | — | — | Erstveröffentlichung: 8. Oktober 2010    |
| 2014 | Everlove                        | DE35 (1 Wo.)DE | — | — | Erstveröffentlichung: 28. Februar 2014   |
| 2020 | Guess What                      | DE39 (1 Wo.)DE | — | — | Erstveröffentlichung: 10. April 2020     |

### Livealben
- 2005: Four and More Unplugged
- 2012: 1000th Show Live

### Kompilationen
| Jahr | Titel       | Höchstplatzierung, Gesamtwochen, AuszeichnungChartsChartplatzierungen (Jahr, Titel, Platzierungen, Wochen, Auszeichnungen, Anmerkungen) | Anmerkungen                          |
| Jahr | Titel       | DE | Anmerkungen                          |
| ---- | ----------- | --- | ------------------------------------ |
| 2009 | Most Wanted | DE51 (1 Wo.)DE | Erstveröffentlichung: 3. August 2009 |

### Singles
| Jahr | Titel Album                                          | Höchstplatzierung, Gesamtwochen, AuszeichnungChartsChartplatzierungen (Jahr, Titel, Album, Platzierungen, Wochen, Auszeichnungen, Anmerkungen) | Anmerkungen                              |
| Jahr | Titel Album                                          | DE | Anmerkungen                              |
| ---- | ---------------------------------------------------- | --- | ---------------------------------------- |
| 2002 | Goodbye Beautiful Morning                            | DE63 (7 Wo.)DE | Erstveröffentlichung: 4. März 2002       |
| 2002 | Not That Kind of Girl Beautiful Morning              | DE99 (1 Wo.)DE | Erstveröffentlichung: 17. Juni 2002      |
| 2003 | Everyday’s a Weekend The Weight of the Circumstances | DE96 (1 Wo.)DE | Erstveröffentlichung: 15. September 2003 |
| 2005 | Big Big Trouble Bitter to Better                     | DE41 (7 Wo.)DE | Erstveröffentlichung: 15. August 2005    |
| 2005 | I Am Bitter to Better                                | DE75 (6 Wo.)DE | Erstveröffentlichung: 28. Oktober 2005   |
| 2006 | Wanna Be Your Girl No Nuts No Glory                  | DE80 (1 Wo.)DE | Erstveröffentlichung: 13. Oktober 2006   |

Weitere Singles
- 2000: Supersonic Speed
- 2001: Like a Flower
- 2001: One Million Times (nur Promo)
- 2002: Cry for More
- 2003: Big Boy
- 2004: Slow Day
- 2006: The Ordinary Song
- 2008: Peaches
- 2008: Still Love You
- 2010: Dance for You Tonight
- 2011: Anytime
- 2014: I Could Die Happy
- 2019: Love Suicide

### Videoalben
- 2003: The Weight of the Circumstances
- 2004: 10 – Live and Alive
- 2008: VI (Limited-Edition)